# Giacomo Giretto
Giacomo Giretto, né le 5 janvier 1973 à Imperia en Italie, est un joueur de volley-ball italien. Il mesure 2,06 m et joue central. Il  totalise 83 sélections en équipe nationale d'Italie, avec laquelle il fut champion du monde en 1994.

## Clubs
| Club             | Pays   | De        | À         |
| ---------------- | ------ | --------- | --------- |
| Parme            | Italie | 1990-1991 | 1995-1996 |
| Cuneo            | Italie | 1996-1997 | 1997-1998 |
| Sisley Trévise   | Italie | 1998-1999 | 1998-1999 |
| Ferrare          | Italie | 1999-2000 | 1999-2000 |
| Tarante          | Italie | 2000-2001 | 2001-2002 |
| Pérouse          | Italie | 2002-2003 | 2002-2003 |
| Gioia del Colle  | Italie | 2003-2004 | 2003-2004 |
| AS Cannes (j.m.) | France | 2004-2005 | 2004-2005 |
| Tarante          | Italie | 2004-2005 | …         |

## Palmarès
- En club :
  - Championnat d'Italie : 1992, 1993, 1999
  - Coppa Italia : 1992
  - Supercoupe d'Italie : 1996
  - Championnat de France : 2005
  - Ligue des champions : 1999
  - Coupe des Coupes : 1997, 1998
  - Coupe de la CEV : 1992
  - Supercoupe d'Europe : 1990, 1996, 1997

- En équipe nationale d'Italie :
  - Championnat du monde : 1994
  - Ligue mondiale : 1994, 1995
  - World Super Four : 1994